# Маргаретен
Марґаретен (нім. Margareten) — п'ятий район Відня. Виділений в 1861 році зі складу Відена в окремий район.
Спочатку Марґаретен ввійшов у склад Відена при його створенні в 1850 році. Але в 1861 після довгих суперечок, Марґаретен став самостійним районом. Нарешті, в 1873 році, південна частина Марґаретена була передана новоствореному району Фаворитен.
48°11′14″ пн. ш. 16°21′11″ сх. д. / 48.18722° пн. ш. 16.35306° сх. д.
| Австрія | Це незавершена стаття з географії Австрії. Ви можете допомогти проєкту, виправивши або дописавши її. |